# 石川よしひろのオールナイトニッポン
石川よしひろのオールナイトニッポン（いしかわよしひろのオールナイトニッポン）はニッポン放送の人気深夜放送オールナイトニッポンで歌手・シンガーソングライターの石川よしひろがパーソナリティを担当したラジオ番組である。1992年4月（マンスリー）・1992年10月〜1995年9月に放送された。
2009年1月10日よりニッポン放送携帯サイト「モバイル1242」にて当時のメンバーが集結し、新たに制作された「帰って来る！石川よしひろのオールナイトニッポン」の配信が開始した。

## 概要
- パーソナリティの石川はミュージシャンでありながらも独特な喋りでリスナーからも慕われていた。また、彼の愛称である「アニキ」もこの番組で言われていた。
- 第2部時代は海外から生放送と「ウソツキ放送」をしていたが、1部昇格後は渋谷公会堂や東京湾から生放送を行ったことがある。
- フリートークは家族のネタが多く、特に祖母の話が多かった。

## 放送時期
- 1992年4月 - 月曜2部をマンスリーで放送。(全4回)
- 1992年10月12日-1994年3月28日 月曜2部（月曜27：00-29：00）
  - 1993年5月17日は、当時月曜1部であった「加藤いづみのオールナイトニッポン」と同2部の当番組を休止し、「オールナイトニッポンスペシャル・ストップエイズキャンペーン『今、僕たちにできる事』」として4時間スペシャルを放送。進行は加藤と石川が担当した。
- 1994年4月5日-1995年9月26日 火曜1部（火曜25：00-27：00）
  - 1995年1月17日（阪神・淡路大震災の発生した日）は、当時火曜2部であった「YUKIのオールナイトニッポン」（毎週録音で放送されていた）を休止して4時間スペシャルを行った。

## コーナー

### 必殺電報請負人
- 月曜2部→火曜1部にかけて長らく続いた番組の名物コーナー。リスナーの依頼を受けて、番組よりリスナーへ一風変わった電報を贈るのがコーナーのコンセプトであるが、その際の石川とオペレーターのやりとり（収録音源）を流すのが毎回のハイライトであった。毎回、通常の電報では考えられないおかしな文章を依頼していたことや、石川の無茶振りにオペレーターが吹き出したり対応に困る場面が度々放送されており、火曜1部初回の放送（1994年4月5日）では、皮肉にも石川が電報局のオペレーターから怒られるくだりがそのまま放送された。毎週、相当な長文を送っていたこともあり、電報代金が通常代金で数千円と高額になっていたほか、オペレーターから差出人名を問われた際に石川が変名で依頼するのが通例であった。
- 月曜2部時代の1993年夏、石川の楽曲「明日への卒業」が朝日放送（現：朝日放送テレビ）・テレビ朝日共同制作の『熱闘甲子園』テーマソング[1]に選ばれ、それにちなんだ電報を送ったことがあるが、言葉に出してもあまりにも意味不明なフレーズが盛り込まれたため、電報のオペレーターが内容の確認のため音読したものの、笑って読めなかったという[2]。
- 月曜2部の最終回では、石川が自ら番組（ニッポン放送）宛に電報を送っている。
- なお、このコーナーはNTT[3]から「あまりにふざけている」とクレームが入り、終了してしまったという[2]。
- 番組が火曜1部に移行した1994年には、電報で漢字の使用が解禁されたこともあり、石川とオペレーターの間で文字の確認をするくだりも増えるようになった。

### 今となってはバカゲの至り
- 月曜2部時代からの名物コーナー。リスナーからの笑える失敗談を紹介するコーナーであるが、途中から不良生徒にまつわる話の投書が多くなり、「ボンバー」や「川村」などのキャラクターが有名となった。なお、コーナー冒頭では石川が「今となっては！」と怒鳴りを入れた後にBGMで「バ・カ・ゲ・ノ・イ・タ・リ」と流れるのが通例だったが、この部分は毎回異なる曲のつぎはぎで編集・作成したものが使われていた[4]。

### クイズそれちゃいまんねん
- 月曜2部時代のコーナーで、毎回リスナーが電話で参加。石川が関西弁でボケた質問をしてくるので、回答するリスナーは関西弁でツッコミを入れる（後にお国言葉に変更となった）。発展型として「クイズ歴史上の人物」があったが、2〜3回で終了。

### 3つのお約束
- 日常の出来事を3つのネタにする。毎週面白いネタを選び大賞を決めていた。このコーナーに限り大賞には「石川よしひろグッズ」がもらえる。ちなみに、各種コーナーで採用された人全員にギターの「ピック」がプレゼントされた。後期は「3つのお約束デラックス」になった。

### 勇気を出して告白リハーサル
- 月曜2部時代のコーナーで、デートの際の告白をシチュエーション形式で行っていた。

### 兄貴に任せろ→兄貴が任せた→兄貴に任した
- 月曜2部末期より開始。当初はタイトル通り、リスナーからの素朴な疑問や悩み[5]に「兄貴」こと石川が答える内容であったが、火曜1部移行後に「兄貴が任せた」に改題し、毎週石川が出す疑問にリスナーが答える、いわば大喜利的な内容に変更された。
- コーナー冒頭のBGMにはドラマ『傷だらけの天使』のテーマ曲が使われており、タイトルコールの直後によく石川が同作における水谷豊の物真似[6]をしていた。

### なんでもバラッド→バラード
- 火曜1部時代のコーナー。リスナーからのリクエストに応じ、アップテンポの色々な曲目をバラード調にして、石川が弾き語りで歌っていた。

### 午前2時の男、助けて!ハーモナイザー
- 火曜1部後期のコーナー。2時になると宇宙人の「ハーモナイザー」[7]が訪れて、電話でリスナーの悩みを聞いていたが、当時は携帯電話がまだ普及しておらず、家の固定電話がほとんどだったため、リスナー本人が寝てしまい、放送・投稿していることを知らないリスナーの親が電話に出てしまい、石川に叱責することがしばしばあった[8]。また、コーナー終了後に石川が「歌やっている割にはすげえプライドの低い歌歌ってるじゃん」、「何だあの音程の無い歌なんか歌いやがって」などとハーモナイザーを批判するコメントを述べていた。
- ハーモナイザーは、自分の星では歌手として活躍しており、当番組内で「あらなみ」というオリジナル曲[9]を披露している。

### 外人さんの勘違い
- 外国人にまつわるネタ

### ストレスイン・ザ・サン→ムーン→スノー
- 日頃のストレスを石川に発散するコーナー。

### てやんでえアイドルクイズ
- 火曜1部時代のコーナー。アイドルに疎い石川に対して、最近のアイドルを認知させるためのクイズ。一時期、「KinKi Kidsは2人とも堂本っていうけどね、兄弟じゃないんだよ。俺知ってるよ。」と空しい自慢をしていたことがある。

### 涙の失恋レストラン
- ラジオドラマ風に仕上げてあるコーナーで、出演料で500円が貰えた。「康平」という高校生が大爆笑な失恋話をして2〜3週、康平ネタが番組内に出ていた（佐藤竹善がゲストの時にもこの話題が出ていた）。

### 芸能人口癖三段オチインタビュー
- 色々な芸能人の口癖を3段オチにしたもの。ネタにされた主な芸能人は石川本人のほか、福山雅治や伊集院光、松村邦洋、中居正広、加藤いづみなど、当時の他曜日パーソナリティーも多かった。

### よえ〜
- とにかく自分の弱さを投稿してもらうコーナーであった。
- コーナーではないが、石川が福山雅治の曲を歌い、福山が自分の番組で石川の曲を歌っていた。
- カラオケラジオ体操

### 家族の晩餐
- 番組最後のコーナーで、リスナーからのハガキを読む（ハガキを読まない場合は、実質石川のフリートークのコーナーとなっていた）。石川曰く「（自身、リスナーともに）素直になる時間」のためのコーナー。人生相談などシリアスな内容のハガキは主にこのコーナーで読まれていた。月曜2部時代には、いじめによる不登校に悩む趣旨の投書を寄せた当時中学生の女子リスナーが後日、父親と共にニッポン放送へ出向き、石川のもとを訪ねたというエピソードも残っている。番組末期はコーナー名を特に出さず、ハガキを読むコーナーとなっていた。この後に曲を流し、最後のCM〜エンディングという流れになっていた（月曜2部、火曜1部とも共通）。

## 石川以外の出演者
- 加藤いづみ　
月曜第2部時代に同1部担当（1993年11月まで）、ほぼ毎回のように当番組の冒頭に出演していた。1993年5月17日放送の特別番組「オールナイトニッポンスペシャル ストップエイズキャンペーン『今、僕たちにできる事』」では石川と共に進行を務めた。
- 荘口彰久
放送当時ニッポン放送アナウンサー（現在はフリー）。たまに出演していたが、一時期「音太（おんた）」名義で出演していたこともある。そのため、石川からよく「独立を狙ってる」話をふられることがあった。
- 久保こーじ
石川が月曜2部担当時に木曜2部を担当していた縁で時折登場。1993年に発表された、当時のオールナイトニッポン全パーソナリティーによるストップエイズキャンペーンソング「今、僕たちにできる事」（石川が作曲）ではアレンジを担当した。

## 主なゲスト出演者
- 大友康平（HOUND DOG）
- 中村正人（DREAMS COME TRUE）
- 福山雅治
- 中居正広（1993年11月より月曜1部を担当していた）
- TOKIO（長瀬智也、松岡昌宏）
- KinKi Kids など

## スタッフ
- 安岡喜郎：マンスリー時代のディレクター
- 勅使川原昭：ディレクター（現プロデューサー）愛称は「テッシー」。ウッチャンナンチャンのディレクターも担当していた。
- 宮川賢：放送作家。現在はラジオパーソナリティ。

## ジングル
- 石川よしひろ「素直になれない」（月曜2部）
- 石川よしひろ「原宿トワイライト」（同）
- 石川よしひろ「名前のない夢」（同・「家族の晩餐」の直前に流れるのが通例だった）
- ヒューイ・ルイス&ザ・ニュース「Stuck with you」（同）
- リチャード・マークス

「Nothing Left Behind」（火曜1部）

## フィラー
この番組はフィラーにオールディーズの曲を多用していた（主に火曜1部時代）。
- 25時台
  - リトルダーリン（ザ・ダイアモンズ）
  - すてきな16才（ニール・セダカ）
  - カレンダー・ガール（ニール・セダカ）
- 26時台
  - Be My Baby（ロネッツ）
  - Only You（プラターズ）
  - 悲しき雨音（カスケード）

## エンディング
- グレン・フライ「TRUE LOVE」（火曜1部）